# سيمون ييتس
سيمون ييتس (بالإنجليزية: Simon Yates)‏ هو متسلق جبال بريطاني، ولد في 1963 في ليسترشير في المملكة المتحدة.